# Bostangi
Pour les articles homonymes, voir Bostancı (homonymie).

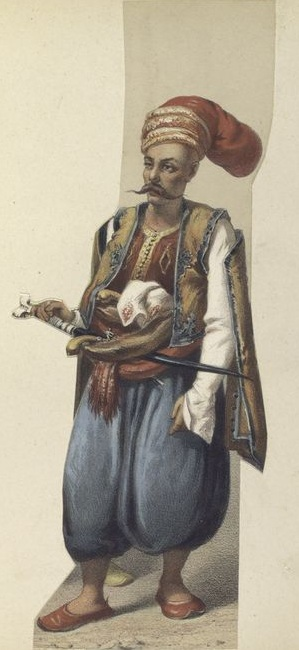
Bostanji. Turquie, 1820. Dessin de la collection Vinkhuijzen d'illustrations de costumes militaires.

Un bostangi, bostanji ou bostandji, francisation de Bostancı en turc signifiant « jardinier », est un garde du sérail qui a pour fonction particulière de surveiller les jardins. Il sert par ailleurs de rameur au grand seigneur. Le chef, appelé bostancıbaşı, tient le gouvernail.

## Dans les arts
Dans L'Europe galante, opéra d'André Campra et Antoine Houdar de La Motte représenté en 1697, la cinquième entrée de ballet situe l'action en Turquie, dans les jardins du sérail, gardés par des bostangis.